# Swede Larson
Swede Larson è un cortometraggio muto del 1914 diretto da Robert Z. Leonard.

## Produzione
Il film fu prodotto dalla Rex Motion Picture Company.

## Distribuzione
Distribuito dall'Universal Film Manufacturing Company, il film uscì nelle sale cinematografiche USA il 4 giugno 1914.